# 町田そのこ
町田 そのこ（まちだ そのこ、1980年3月9日 - ）は日本の小説家。北九州市文化大使。

## 経歴・人物
福岡県出身、同県京都郡在住。10歳のときに、母から薦められた氷室冴子の『クララ白書』『なんて素敵にジャパネスク』などに夢中になり「絶対に作家になろう」と思ったという。高校時代は小説を書いたり、友人に頼まれて演劇部の台本を書いていたが、母から手に職をつけることを薦められ北九州市立高等理容美容学校（現・九州CTB専門学校）に進学。卒業後、理容師の職に就いたが1年で退職、いくつかの職を経て20代半ばで結婚。専業主婦として子育てをしていた28歳で再び小説家を志した。その背景に尊敬する氷室冴子の訃報があったと語っている。
2016年、「カメルーンの青い魚」で新潮社が主催する第15回女による女のためのR-18文学賞の大賞を受賞する（選考委員は、三浦しをん、辻村深月。読者賞は、一木けい「西国疾走少女」）。二度目の応募で大賞受賞となった。
2021年、「52ヘルツのクジラたち」で本屋大賞を受賞した。
好きな作家として、氷室冴子、高田郁、小川洋子、西加奈子、桜木紫乃、好きなものとして、ビール、コーヒー、ビターチョコレートを挙げている。

## 作品リスト

### 単行本
- 夜空に泳ぐチョコレートグラミー（2017年8月 新潮社） ISBN 978-4-10-351081-9
  - 収録作品：カメルーンの青い魚 / 夜空に泳ぐチョコレートグラミー / 波間に浮かぶイエロー / 溺れるスイミー / 海になる
- ぎょらん（2018年11月 新潮社） ISBN 978-4-10-351082-6
  - 収録作品：ぎょらん / 夜明けのはて / 冬越しのさくら / 糸を渡す / あおい落葉 / 珠の向こう側
- うつくしが丘の不幸の家 （2019年11月 東京創元社） ISBN 978-4-48-802804-6
  - 収録作品：おわりの家 / ままごとの家 / さなぎの家（「春待ちの家」より改題） / 夢喰いの家 / しあわせの家
- 52ヘルツのクジラたち（2020年4月 中央公論社） ISBN 978-4-12-005298-9
- コンビニ兄弟—テンダネス門司港こがね村店—（2020年7月 新潮社）ISBN  978-4-10-180196-4
- 星を掬う（2021年10月 中央公論新社／2024年9月、中公文庫）ISBN 978-4-12-207563-4
- コンビニ兄弟2―テンダネス門司港こがね村店―（2022年1月 新潮社）ISBN 978-4-10-180228-2
- あなたはここにいなくとも（2022年2月 新潮社）ISBN 978-4-10-351083-3
  - 収録作品：おつやのよる / ばばあのマーチ / 入道雲が生まれるころ / くろい穴 / 先を生くひと
- 宙ごはん（2022年5月 小学館）ISBN  978-4-09-386645-3
- あなたはここにいなくとも（2023年2月 新潮社） ISBN  978-4103510833
- コンビニ兄弟3―テンダネス門司港こがね村店―（2023年9月 新潮社）ISBN 978-4-10-180269-5
- 夜明けのはざま（2023年11月ポプラ社） ISBN  978-4591179802
- コンビニ兄弟4―テンダネス門司港こがね村店―（2023年12月 新潮社）ISBN 978-4-10-180291-6
- わたしの知る花（2024年7月 中央公論社）ISBN 978-4120058066
- 蛍たちの祈り (2025年7月 東京創元社) ISBN 978-4-488-02929-6

### 雑誌掲載作品
小説
- カメルーンの青い魚 - 『yom yom』2016年4月号 掲載
- 夜空に泳ぐチョコレートグラミー - 『小説新潮』2016年11月号 掲載 全国書誌番号:00011418
- ぎょらん - 『小説新潮』2017年5月号 掲載
- あなたがいない夜 - 『yom yom』2017年12月号 掲載
- はじまりの赤 - 『yom yom』2018年2月号 掲載
- 糸を渡す - 『yom yom』2018年4月号 掲載
- リセット - 『小説新潮』2018年5月号 掲載
- あおい落葉 - 『yom yom』2018年6月号 掲載
- おわりの家 - 『ミステリーズ!』Vol.89 2018年6月15日発行 掲載 ISBN 978-4-488-03089-6
- 珠が映すもの - 『yom yom』2018年8月号 掲載
- 追放のイブ - 『小説すばる』2018年9月号 掲載 全国書誌番号:00065413
- 蛍火が消える晩 - 『ミステリマガジン』2018年9月号 掲載 全国書誌番号:01017417
- ままごとの家 - 『ミステリーズ!』Vol.93 2019年2月15日発行 ISBN 978-4-488-03093-3
- 忌子のなみだ - 『ミステリマガジン』2019年5月号 掲載
- ばばあのマーチ - 『小説新潮』2019年5月号 掲載
- 春待ちの家 - 『ミステリーズ!』Vol.95 2019年6月14日発行 ISBN 978-4-488-03095-7
- しまちゃんとわたし - 『小説すばる』2019年10月号 掲載
- おつやのよる - 『小説新潮』2020年6月号 掲載
- 春告草が芽吹くとき - 『小説すばる』2022年5月号 掲載
- しあわせのかたち - 『紙魚の手帖』vol.20 DECEMBER 2024 掲載
- 蛍が舞うころに - 『紙魚の手帖』vol.21 FEBRUARY 2025 掲載
- さよなら、過去 - 『小説トリッパー』2025年夏季号

エッセイ等
- 思い出ステーション - 『小説すばる』2017年11月号 掲載
- 愛しのこぶた狛犬 - 『別冊文藝春秋』2018年1月号 掲載
- 永遠に巨大迷路 - 『小説NON』2019年5月号 掲載
- Column - 『小説 野性時代』2020年11月号 掲載
- 忘れられぬ未熟旅 - 『小説トリッパー』2021年夏号 掲載

## メディア出演
- タイプライターズ〜物書きの世界〜（2021年9月25日、フジテレビ） - 凪良ゆうと共にゲスト出演

## 映像化作品
- 52ヘルツのクジラたち-2024年3月1日公開映画、ギャガ